# ام‌وی سرسو
ام‌وی سرسو (به انگلیسی: MV Zenith) یک کشتی است که طول آن ۲۰۸٫۰۰ متر (۶۸۲٫۴۱ فوت) می‌باشد.